# Un message impérial
Un message impérial (Ein kaiserliche Botschaft) est une nouvelle de l'auteur germanophone Franz Kafka publiée pour la première fois le 24 septembre 1919 dans l'hebdomadaire juif Selbstwehr, puis, en 1920, dans le recueil de nouvelles Un Médecin de campagne.

## Résumé
Le narrateur s'adresse directement au lecteur, un « pitoyable sujet », auquel l'empereur mourant a envoyé une missive depuis son lit de mort. Cependant, le messager n'atteindra jamais son destinataire, malgré toutes les précautions de l'Empereur. Il ne parviendra même pas à sortir du château et ne pourra ainsi jamais traverser l'Empire. La fin du texte s'adresse aussi au lecteur, en le décrivant en train de rêve le soir sur le contenu de cette missive.

## Forme
Le style de cette parabole n'est pas aussi sobre et simple que d'autres nouvelles de Kafka, au contraire, il est élaboré et artificiel. Après le mouvement dramatique avec lequel les obstacles du messager sont présentés, une réflexion calme clôt la nouvelle.
L'objectif de cette nouvelle est inversée par rapport à Devant la Loi, dont elle est très proche, la cinquième nouvelle du recueil. Dans cette nouvelle, l'homme de la campagne tente d'aller à l'intérieur de la loi, tandis que dans cette nouvelle c'est l'inverse, l'Empereur ne peut pas envoyer un message hors de son palais.

## Analyse
Cette parabole développe la métaphore de la hiérarchie des instances qui s'interposent comme autant d'obstacles impénétrables entre l'homme et son destin. Le chemin sinueux que parcourt le messager renvoie aux canaux tortueux des systèmes bureaucratiques auxquels Kafka est habitué par son travail d'employé de bureau et qu'il développe plus longuement dans ses romans Le Procès ou Le Château.
En outre, la parabole porte sur les problèmes de transmission de messages dans les conditions d'un monde labyrinthique, représentant l'échec de la communication. C'est également un thème fréquent des reportages de guerre sur le front à l'époque de la Première Guerre mondiale, contexte de rédaction de ces nouvelles.
Cette courte pièce en prose peut également être comprise comme une réflexion sur l'écriture de Kafka. Elle pourrait symboliser l’écrivain qui cherche à réussir dans l'ordre confus et souvent chaotique de ses manuscrits.
Mais le narrateur souligne également, en ce qui concerne le message, le désir et l'attente trompée d'une certaine élection. Ainsi, le texte évoque la vie même du lecteur, qui magnifie son existence généralement insignifiante dans ses désirs, dans son imagination. L'éclat de la missive pourrait le faire sortir de son anonymat, de son insignifiance, mais celle-ci n'arrivant jamais, il est condamné à rester au milieu du peuple.